# ۳-متیل-۲-بوتانول
۳-متیل-۲-بوتانول (به انگلیسی: 3-Methyl-2-butanol) یک ترکیب شیمیایی با شناسه پاب‌کم ۱۱۷۳۲ است. شکل ظاهری این ترکیب، مایع بی‌رنگ است.